# Chironomus ambiguus
Chironomus ambiguus är en tvåvingeart som först beskrevs av Wulp 1859.  Chironomus ambiguus ingår i släktet Chironomus och familjen fjädermyggor.
Artens utbredningsområde är Nederländerna. Inga underarter finns listade i Catalogue of Life.